# コロアレFC
コロアレFC (Koloale FC) はソロモン諸島のサッカークラブチーム。OFCに所属している。ホームタウンはホニアラである。ホニアラFAリーグ (en:Honiara FA League) とソロモン諸島ナショナル・クラブ・チャンピオンシップ (en:Solomon Islands National Club Championship) に参加している。

## タイトル

### 国内タイトル
- ホニアラFAリーグ:3回

2001, 2003, 2008
- ソロモン諸島ナショナル・クラブ・チャンピオンシップ:2回

2003, 2007-2008

### 国際タイトル
- OFCチャンピオンズリーグ準優勝:1回

2008-2009